# Alue Batee (Peudawa)
Alue Batee is een bestuurslaag in het regentschap Aceh Timur van de provincie Atjeh, Indonesië. Alue Batee telt 192 inwoners (volkstelling 2010).